# Laylow
Laylow, de son vrai nom Jérémy Larroux, est un rappeur et chanteur français, né le 12 mars 1993 à Toulouse.
Sa musique se caractérise par sa dimension futuriste, notamment au niveau des voix et de la gestion de l'autotune.
Il est l'auteur de 5 albums solo.

## Biographie

### Enfance
Jérémy Larroux est né en 1993 à Toulouse. Son père, Guy Larroux, est professeur des universités en littérature française à l'Université Toulouse Jean Jaurès. Il grandit dans sa ville natale puis, à l'âge de neuf ans, part vivre deux ans en Tunisie avec son père avant de rejoindre sa mère à Abidjan, en Côte d'Ivoire.
Laylow passe ensuite son temps dans la ville de Mirande dans le Gers en internat, où il rencontre son futur manager. Il finit par s'installer dans la banlieue extérieure de Toulouse, à Plaisance-du-Touch. C'est à cet âge qu'il commence le rap grâce à son grand frère qui l'initie à cet art.
Il passera ensuite la piscine de 42 (écoles) à Paris qu'il échouera[réf. nécessaire].

### Carrière

#### Débuts
Il a commencé sa carrière avec l'artiste toulousain Sir'Klo pour former le duo Laylow x Sir'Klo. Après une première chanson intitulée Attrape nous si tu peux en featuring avec Wit, ils sortent en 2012 leur premier projet commun, Roulette Russe, en guise de présentation. Influencés par le rap américain et notamment le rap West Coast, ce projet leur permet de se faire connaître petit à petit dans le rap français. Signé chez Barclay, le Toulousain sort la même année un nouveau projet libre. C'est également en 2011 qu'il fait un passage dans le Rap Contenders Sud.
Laylow rejoint le Montpelliérain Wit. pour un EP commun, Digital Night, sorti en novembre 2015. Un EP 8 titres qui signe le début d'une longue série de featurings entre les deux rappeurs. L'EP est accompagné de 8 clips réalisés par Osman Mercan et Laylow sous le pseudo de TBMA (initiales de Travis Bickle Mr Anderson, respectivement des personnages des films Taxi Driver et Matrix). Avec ce même collectif, il tourne notamment en 2015 le clip de Martin Eden, de Nekfeu.

#### Premiers EP en solo
Il lance plus concrètement sa carrière solo avec Mercy, un EP de dix titres sorti en décembre 2016 où il invite divers artistes en featuring.
Son deuxième projet sorti le 5 juillet 2017, Digitalova, contient à nouveau dix titres et de nouvelles collaborations d'artistes, avec Jok'Air notamment.
Son troisième projet solo de dix titres, .RAW sort le 19 juin 2018 et accueille un seul featuring avec Wit. Cet EP est suivi très rapidement d'un second projet intitulé RAW-Z qui sera promut seulement trois jours avant sa sortie grâce au clip du titre Maladresse. Grâce à un succès assez important pour un EP, Laylow enchaîne sur une tournée nationale intitulé la Z-Tour.

#### Trinity
Après quatre projets courts, Laylow change de format au profit de son premier album studio Trinity, sorti le 28 février 2020. Trois titres ont été prédiffusés avant la sortie de l'album : Megatron, TrinityVille et Poizon. L'album est composé de 22 titres et Laylow est accompagné de cinq artistes pour différents featurings : S.Pri Noir, Jok'Air, Alpha Wann, Lomepal et Wit. Trinity est un album-concept qui raconte une histoire s'inspirant de Matrix,, un film qui l'a influencé aussi bien pour sa dimension philosophique qu'esthétique, expliquant son usage récurrent de cuir et de lunettes de soleil dans ses clips et ses concerts. Ses autres influences visuelles incluent des films futuristes comme Her ou Blade Runner. Trinity est un succès critique et commercial pour un premier album,. L'album atteint les 50 000 équivalents ventes le 6 novembre 2020 et permet donc à Laylow d'obtenir son premier disque d'or,[réf. incomplète].

#### L'Étrange Histoire de Mr. Anderson
Après le succès de son premier album, Laylow revient le 4 Juin 2021 avec un court-métrage intitulé L'Étrange Histoire de Mr. Anderson. Ce court-métrage sera suivi rapidement de la date de sortie du second album intitulé L'Étrange Histoire de Mr. Anderson. L'album est prévu pour le 9 juillet 2021. Le 14 juin, Stuntmen, un featuring avec Wit et Alpha Wann est publié et sera le seul titre diffusé avant la sortie de l'album. L'album contient 20 titres et 7 artistes accompagnent Laylow sur ce projet : Alpha Wann, Wit, Damso, Hamza, Nekfeu, Foushée et slowthai. Sofiane Pamart l'accompagne également au piano sur trois chansons : Une histoire étrange, Iverson et Voir le monde brûler. L'Étrange Histoire de Mr. Anderson sort le 16 juillet et fait des scores supérieurs à Trinity, lui permettant d'obtenir le disque d'or en trois semaines. C'est aussi un succès critique.
Tout comme Trinity, L'Étrange Histoire de Mr. Anderson est un album-concept où Laylow met en scène sa confrontation entre « Jey » (surnom tiré de son vrai prénom) et son alter-ego, Mr. Anderson doublé / incarné par Loïc Houdré, nom qu'il utilisait jusqu'alors seulement en tant que producteur. Si l'esthétique de l'album emprunte à des films tels Fast and Furious, Fight Club et à ceux de Tim Burton, le propos repose également sur ce que Laylow appelle « la blaxploitation moderne », à travers des références à Menace II Society, Do the Right Thing ou encore Get Out. La musique, elle, est caractérisée par une forte utilisation des synthétiseurs numériques.
Le 13 mars 2022, lors de sa seconde date à guichets fermés à l'Accor Arena, Laylow annonce la fin de l'ère L'Étrange Histoire de Mr. Anderson. Il sera rejoint sur scène par Damso et Nekfeu.
Laylow a annoncé, lors de son concert le 16 septembre 2022 au Bloody Louis en Belgique, qu'il était en train de préparer un nouvel album.
En 2024, Laylow publie un single intitulé DOGZ (In the studio) qui est une expérience musicale nouvelle pour lui. Laylow quitte son ancien univers musical dans cette chanson et explore un nouveau style.

## Influences
Laylow est influencé par des artistes américains comme Ja Rule ou G-Unit, dont le côté « bling-bling » l'impressionne dès l'enfance, puis, plus tard, Kanye West, Travis Scott et Yung Lean, le rap français lui venant un peu plus tard avec des artistes comme Booba ou Rohff. Ses clips sont nourris par les vidéos diffusées sur MTV dans les années 2000, dont il apprécie les grands angles et les lumières vives. D'autre part, les interludes qui caractérisent ses derniers albums s'inspirent de celles de rappeurs qu'il écoutait plus jeune, tels que Dr. Dre et le Wu-Tang Clan.

## Discographie

### Albums studio
- 2020 : Trinity
- 2021 : L'Étrange Histoire de Mr. Anderson

### EPs
- 2016 : Mercy
- 2017 : Digitalova
- 2018 : .RAW
- 2018 : .RAW-Z

### Singles
- 2016 : Lime
- 2016 : Oto
- 2016 : Toyotarola
- 2016 : 10'
- 2016 : Gtmotors (feat. Wit. et Aladin 135)
- 2016 : No Love (Oh Na) (feat. Sneazzy)
- 2017 : Digitalova
- 2017 : Gogo (feat. Jok'Air)
- 2017 : Bionic
- 2018 : Ciudad
- 2018 : Y2
- 2018 : Avenue
- 2018 : Maladresse
- 2019 : Megatron
- 2019 : Casting - La Relève (exclusivité Deezer)
- 2020 : Trinityville
- 2020 : Poizon
- 2021 : Stuntmen (feat. Alpha Wann et Wit.)
- 2021 : Spécial (feat. Fousheé et Nekfeu)
- 2024 : DOGZ (In the studio)

### Apparitions
- 2012 : Mister V - Bouche d'égout feat. Laylow X Sir'Klo
- 2017 : Sneazzy - Bluetooth feat. Laylow (sur la mixtape Dieu bénisse Supersound Vol.2)
- 2017 : Sneazzy - Jenny from da Blocka feat. Jok'Air, Laylow (sur la mixtape Dieu bénisse Supersound Vol.3)
- 2018 : Wit. - Mama mia feat. Laylow (sur l'EP NĒO)
- 2018 : NAAR - Money Call feat. Madd, Laylow, Shobee (sur l'album Safar)
- 2018 : Di-Meh - Western Union feat. Laylow (sur l'EP Focus Part.2)
- 2020 : Les Alchimistes - Vroum Vroum feat. Laylow (sur l'album OSEF)
- 2020 : Sneazzy - Sang Froid feat. Laylow (sur l'album Nouvo Mode)
- 2020 : S.Pri Noir - Le plan feat. Laylow (sur l'album État d'esprit)
- 2020 : Madd - Inside feat. Laylow (sur l'album Black Rose)
- 2020 : Marc Cerrone - Experience feat. Laylow (sur l'album DNA)
- 2020 : Lefa - Elle aime feat. Laylow (sur l'album Famous)
- 2020 : Aladin 135 - À la vie à la mort feat. Laylow (sur l'album Phantom)
- 2020 : Wit. - Loco feat. Laylow (sur l'album No Future)
- 2020 : Jok'Air - Clic clac bang bang feat. Laylow (sur l'album VI République)
- 2020 : Joanna - Démons (La frustration) feat. Laylow (sur l'album Sérotonine)
- 2020 : Dinos - Ciel pleure feat. Laylow (sur l'album Stamina,)
- 2020 : Coyote Jo Bastard - Playmate feat. Laylow (sur l'album Only Fans)
- 2021 : Mister V - Tempête feat. Laylow (sur la réédition de l'album MVP)
- 2021 : Dioscures - Ciné club feat. Laylow (sur l'album Ciela)
- 2021 : Hatik - Vide feat. Laylow (sur l'album Vague à l'âme)
- 2021 : Slimka - Film Fr feat. Laylow (sur l'album Tunnel Vision)
- 2021 : Vladimir Cauchemar - Brrr feat. Laylow, Rim'K, Asdek (sur l'EP Brrr)
- 2021 : Koba LaD - Bâtards feat. Laylow (sur la mixtape Cartel : Volume 1)
- 2022 : Jazzy Bazz - .RAW Spleen feat. Laylow (sur l'album Memoria)
- 2022 : Josman - Brûle feat. Laylow (sur l'album M.A.N (Black Roses & Lost Feelings))
- 2022 : Walk in Paris - Chicha Ski Nautique feat Laylow, Isha (sur la Walk Tape Vol. 01)
- 2022 : Doums - Stars feat Laylow (sur l'album Pull à capuche et billets mauves)
- 2022 : Binks Beatz - Dennis Rodman feat. Laylow (sur la mixtape Drip Music 2)
- 2022 : Dinos - Pichichi Anderson feat. Laylow (sur l'album Hiver à Paris)
- 2022 : Dinos - Triste Anniversaire feat. Laylow (sur l'album Hiver à Paris)
- 2023 : Prinzly - STATION II - DIGITAL EMOTIONS feat. Laylow (sur l'album PASSAGER (((8))))
- 2023 : Jok'Air - Vive le gang feat. Laylow (sur l'album Melvin de Paris)
- 2023 : Jok'Air - Tour en ville feat. Laylow (sur l'album Melvin de Paris)
- 2023 : SCH - Dernière ligne droite feat. Laylow (sur la mixtape Autobahn)
- 2023 : Shobee - Train De Vie feat. Laylow (sur l'album HOWLS)
- 2023 : Ikaz Boi - 911 feat. Laylow (sur l'album BRUT4L)
- 2023 : Charlotte Cardin - Real Love feat. Laylow (sur l'EP Une semaine à Paris)
- 2024 : S.Pri Noir - Kawasaki feat. Laylow (sur l'album La Cour des miracles)
- 2024 : Zed - Ice  feat. Laylow (sur l'album Malcom)